# Koeltechniek

Circuit van een warmtepomp

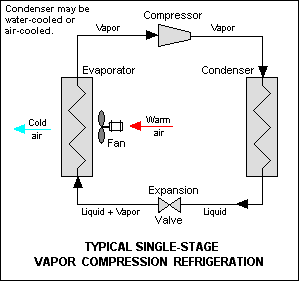
Koeling door gas compressie

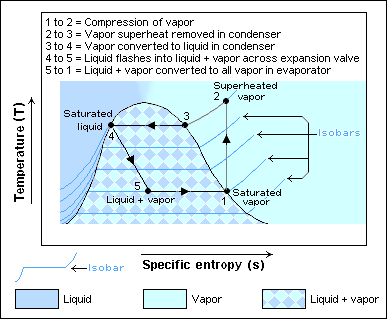
Temperatuur-entropiediagram

Koeltechniek is een verzameling van technische oplossingen om koelruimtes, voorwerpen en stoffen af te koelen en koel te houden, door er warmte aan te onttrekken en deze op een andere plaats weer af te geven. 

## Overzicht
In grote lijnen kan koeling op twee verschillende manieren plaatsvinden:
- door gebruik te maken van stoffen die al een lagere temperatuur hebben, bijvoorbeeld door water te gebruiken voor het koelen van de generator van een energiecentrale, of door lucht te gebruiken voor het koelen van de motor in een motorfiets.
- door gebruik te maken van een warmtepomp zoals in een koelkast. Een klassieke wijze van koelen geschiedde in de ijskelder.

Als het gaat over het afkoelen tot extreem lage temperaturen spreken we over cryogene techniek. In Nederland heeft een aantal bijzonder vooraanstaande wetenschappers werk verricht aan deze techniek, in het bijzonder Heike Kamerlingh Onnes.

## Methoden om te koelen

### Absorptiekoeling
Absorptiekoeling is een koelproces dat op basis van warmte werkt. Vaak werken dergelijke toestellen op basis van een gas-, spiritus- of petroleumbrandertje, maar het kan ook door middel van een elektrische weerstand. Ze worden vaak teruggevonden daar waar er geen elektriciteit beschikbaar is, bijvoorbeeld in caravans of in ruimtes die stil moet blijven (slaapkamer, bureau,...) De absorptietechniek is namelijk geruisloos.

### Warmtepomp of koelmachine
Warmtepompen en koelkasten verschillen doordat een warmtepomp gemaakt is om iets op te warmen of warm te houden terwijl een koelmachine gemaakt is om iets af te koelen. In essentie is een koelmachine ook een warmtepomp.
Het "hart" van een koelkast is een warmtepomp: de koelende werking berust op de verdamping van een vloeistof in de verdamper, waarbij verdampingswarmte aan de interne ruimte wordt onttrokken. De damp wordt in een compressor weer samengeperst en daarna vloeibaar gemaakt onder het vrijkomen van warmte die via een warmtewisselaar of buizenstelsel in de vorm van een rooster (de condensor) aan de omgeving wordt afgegeven. 
Aanvankelijk werd als koudemiddel ammoniak, zwaveldioxide of methylchloride gebruikt, later veelal chloorfluorkoolstofverbindingen (CFK's) zoals Freon R-12, R-22, R502. Toen men zich bewust werd van de schadelijke werking hiervan op de ozonlaag zijn deze verboden. Tegenwoordig wordt gebruikgemaakt van andere koudemiddelen, HFK's (fluorkoolwaterstoffen) zoals R-134a en alkanen zoals propaan. De nu nog alom gebruikte term "freon" voor koudemiddelen is sinds de invoering van HFK's niet meer correct.

### Andere vormen
Andere manieren om te koelen zijn:
- Stirlingkoelers: met stirlingkoelers zijn heel efficiënte koelkasten te maken. Deze hebben geen ingang op grote schaal gevonden.
- Thermo-akoestische koelmethodes maken gebruik van geluidsgolven in een samengedrukt gas om warmtetransport te krijgen.
- Peltiereffectkoelers of thermo-elektrisch koelen: in het laboratorium en voor moderne koelboxen wordt het peltierelement, peltiereffect of solid state cooling) gebruikt.
- Laserkoeling: een koeltechniek die gebruikmaakt van lasers om in een gas ultralage temperaturen te bereiken. Het waren de ontwikkelingen in de jaren tachtig op dit gebied die ten grondslag lagen aan de creatie van de eerste Bose-einsteincondensaten in 1995. De eenvoudigste vorm van laserkoeling is de zogenaamde optische molasse.
- Air cycle machine: deze machines werken door middel van een omgekeerde braytoncyclus en worden gebruikt in vliegtuigen.
- Vortex tube: gebruikt voor puntkoeling, wanneer perslucht beschikbaar is.
- Magnetische koeling.
- Pulsbuiskoeler.